# Церковь Святого Георгия латинян
Церковь Святого Георгия латинян (греч. Εκκλησία Αγίου Γεωργίου των Λατίνων) — бывшая католическая приходская церковь в Фамагусте (Кипр), построенная и действовавшая во времена Кипрского королевства. Церковь находится в северной части старого города, рядом с цитаделью Фамагусты. Упоминание в названии церкви латинян связано с тем, что в то же самое время в Фамагусте была построена и действовала православная Церковь Святого Георгия греков (находится в 5 минутах ходьбы к востоку).

## История
Церковь Святого Георгия латинян, первая католическая приходская церковь в Фамагусте, была возведена в 40-х годах XIII века. Вероятно, полностью строительство было закончено в последней четверти XIII века. При строительстве использовались материалы, привозимые с развалин Саламина. Во время турецкой осады Фамагусты 1570—1571 годов церковь была существенно разрушена бомбардировками.

## Описание
Католический храм Святого Георгия являлся классическим образцом позднеготической архитектуры, «не
тронутой признаками деградации», стилистически сходным с собором Святого Николая, расположенным южнее. Как отмечают некоторые исследователи, образ храма Святого Георгия был навеян его архитекторам очертаниями парижской церкви Сент-Шапель. К сожалению, до наших дней сохранились лишь остатки северной и восточной стены церкви и часть превосходной готической апсиды.

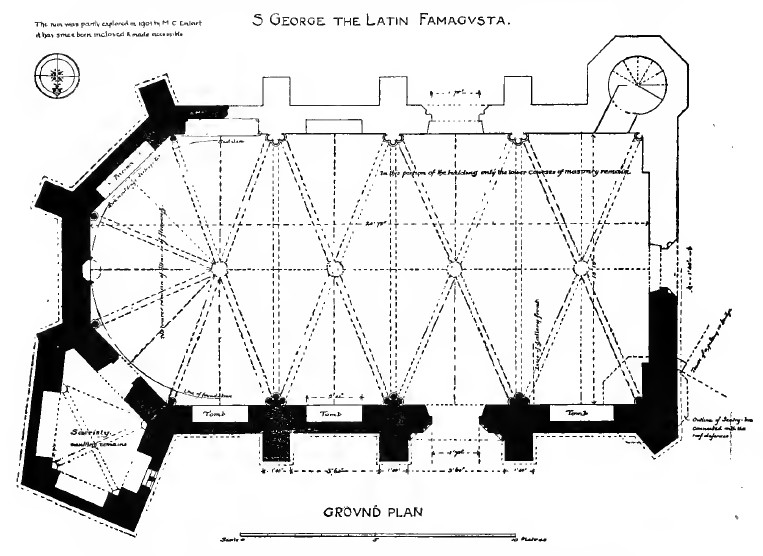
План церкви Святого Георгия латинян